# Arthur Numan
Arthur Numan (Heemskerk, Holanda Septentrional, 14 de diciembre de 1969) es un exfutbolista y exentrenador neerlandés que jugaba de lateral izquierdo. Actualmente trabaja para el AZ Alkmaar de la Eredivisie como scout.

## Trayectoria
Numan empezó jugando en 1987 para el HFC Haarlem, entrenado en ese entonces por Dick Advocaat, y en 1991, llegó al FC Twente, donde fue capitán del equipo. Posteriormente pasa al PSV Eindhoven, donde coincidió con una amplia gama de futbolistas como Jaap Stam, Ronaldo, Phillip Cocu o Luc Nilis. Allí ganó la Eredivisie en 1997, y la Copa de los Países Bajos, un año antes.
En 1998, emigró a Escocia, concretamente en el Glasgow Rangers. Desde ese año, logró varios títulos locales, y coincidió con el anterior seleccionador neerlandés, Dick Advocaat, al igual que con otros futbolistas neerlandeses como Ronald de Boer, Bert Konterman, Giovanni van Bronckhorst y otros. Pese a que el Villarreal se interesó en él, la negociación falló, y en 2003, optó por retirarse.

## Selección nacional

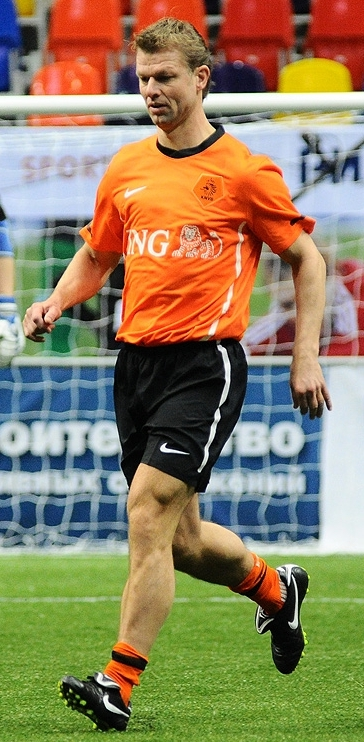
Numan en 2011.

Jugó en 45 ocasiones por la selección de fútbol de los Países Bajos, donde debutó en 1992, en un partido ante Polonia, donde finalizó con un empate a dos goles.
Jugó las Eurocopas del año 1996 y del 2000 (en esta última cita fue semifinalista); y los Mundiales de 1994 y 1998. En este último mundial, su selección quedó cuarta tras Croacia.

### Participaciones en Copas del Mundo
| Copa              | Sede           | Resultado        | Partidos | Goles |
| ----------------- | -------------- | ---------------- | -------- | ----- |
| Copa Mundial 1994 | Estados Unidos | Cuartos de final | 1        | 0     |
| Copa Mundial 1998 | Francia        | Cuarto lugar     | 6        | 0     |

### Participaciones en Eurocopas
| Copa          | Sede                   | Resultado        | Partidos | Goles |
| ------------- | ---------------------- | ---------------- | -------- | ----- |
| Eurocopa 1996 | Inglaterra             | Cuartos de final | 0        | 0     |
| Eurocopa 2000 | Bélgica · Países Bajos | Semifinales      | 2        | 0     |

## Clubes
| Club             | País         | Año       |
| ---------------- | ------------ | --------- |
| H. F. C. Haarlem | Países Bajos | 1987-1991 |
| F. C. Twente     | Países Bajos | 1991-1992 |
| PSV Eindhoven    | Países Bajos | 1992-1998 |
| Rangers F. C.    | Escocia      | 1998-2003 |

## Palmarés

### Campeonatos nacionales
| Título                        | Club          | País         | Año  |
| ----------------------------- | ------------- | ------------ | ---- |
| Supercopa de los Países Bajos | PSV Eindhoven | Países Bajos | 1992 |
| Copa de los Países Bajos      | PSV Eindhoven | Países Bajos | 1996 |
| Supercopa de los Países Bajos | PSV Eindhoven | Países Bajos | 1996 |
| Eredivisie                    | PSV Eindhoven | Países Bajos | 1997 |
| Supercopa de los Países Bajos | PSV Eindhoven | Países Bajos | 1997 |
| Supercopa de los Países Bajos | PSV Eindhoven | Países Bajos | 1998 |
| Copa de la Liga               | Rangers F. C. | Escocia      | 1998 |
| Premier League de Escocia     | Rangers F. C. | Escocia      | 1999 |
| Copa de Escocia               | Rangers F. C. | Escocia      | 1999 |
| Premier League de Escocia     | Rangers F. C. | Escocia      | 2000 |
| Copa de Escocia               | Rangers F. C. | Escocia      | 2000 |
| Copa de la Liga               | Rangers F. C. | Escocia      | 2002 |
| Copa de Escocia               | Rangers F. C. | Escocia      | 2002 |
| Copa de la Liga               | Rangers F. C. | Escocia      | 2003 |
| Premier League de Escocia     | Rangers F. C. | Escocia      | 2003 |
| Copa de Escocia               | Rangers F. C. | Escocia      | 2003 |